# Mistrzostwa Świata w Piłce Nożnej 2014 (eliminacje strefy OFC)/Grupa 4

## Grupa
| Lp. | Drużyna        | M | Mecze | Mecze | Mecze | Bramki | Bramki | Bramki | Pkt |
| Lp. | Drużyna        | M | W     | R     | P     | +      | −      | +/−    | Pkt |
| --- | -------------- | - | ----- | ----- | ----- | ------ | ------ | ------ | --- |
| 1.  | Nowa Zelandia  | 6 | 6     | 0     | 0     | 17     | 2      | +15    | 18  |
| 2.  | Nowa Kaledonia | 6 | 4     | 0     | 2     | 17     | 6      | +11    | 12  |
| 3.  | Tahiti         | 6 | 1     | 0     | 5     | 2      | 12     | −10    | 3   |
| 4.  | Wyspy Salomona | 6 | 1     | 0     | 5     | 5      | 21     | −16    | 3   |

## Mecze
Czas: CET
| 7 września 2012 09:00 | Nowa Kaledonia | 0:2(0:2) | Nowa Zelandia · 12' Smeltz · 40' Wood | Stade Numa-Daly Magenta, Numea Widzów: 6 tys. Sędzia: Norbert Hauata |
|                       |                |          |                                       |                                                                      |

| 7 września 2012 06:00 | Wyspy Salomona · Fa’Arodo 16' · Teleda 60' | 2:0(1:0) | Tahiti | Lawson Tama Stadium, Honiara Widzów: 22 tys. Sędzia: Jamie Cross |
|                       |                                            |          |        |                                                                  |

| 11 września 2012 09:35 | Nowa Zelandia · Smeltz 12' · Barbarouses 25' · Killen 53' · Lochhead 69' · Wood 80' · Rojas 83' | 6:1(2:0) | Wyspy Salomona · 51' Fa’Arodo | North Harbour Stadium, Auckland Widzów: 7931 Sędzia: Bertrand Billion |
|                        |                                                                                                 |          |                               |                                                                       |

| 12 września 2012 8:00 | Tahiti | 0:4(0:0) | Nowa Kaledonia · 55' Lolohea · 56' 63' Kaï · 89' Gope-Fenepej | Stade Pater Te Hono Nui, Papeete Widzów: 574 Sędzia: Andrew Achari |
|                       |        |          |                                                               |                                                                    |

| 12 października 2012 6:00 | Wyspy Salomona · Tanito 33' · Nawo 59' | 2:6(1:2) | Nowa Kaledonia · 8' Kayara · 45' 81' 90+1' Gope-Fenepej · 78' (samobój.) Poila · 88' Haeko | Lawson Tama Stadium, Honiara Widzów: 8 tys. Sędzia: Peter O’Leary |
|                           |                                        |          |                                                                                            |                                                                   |

| 12 października 2012 8:00 | Tahiti | 0:2(0:1) | Nowa Zelandia · 24' Smeltz · 82' Sigmund | Stade Pater Te Hono Nui, Pirae Widzów: 600 Sędzia: Bruce George |
|                           |        |          |                                          |                                                                 |

| 16 października 2012 10:00 | Nowa Kaledonia · Gope-Fenepej 5' · Kayara 12' · Kabeu 31' · Lolohea 45', 90' | 5:0(4:0) | Wyspy Salomona | Stade Numa-Daly Magenta, Numea Widzów: 4 tys. Sędzia: Abdelkader Zitouni |
|                            |                                                                              |          |                |                                                                          |

| 16 października 2012 08:35 | Nowa Zelandia · McGlinchey 3', 90+4' · Killen 90' | 3:0(1:0) | Tahiti | AMI Stadium, Christchurch Widzów: 10 751 Sędzia: Gerald Oiaka |
|                            |                                                   |          |        |                                                               |

| 22 marca 2013 07:45 | Nowa Zelandia · Killen 10' · Smith 90+4' | 2:1(1:0) | Nowa Kaledonia · 56' Lolohea | Westpac Stadium, Wellington Sędzia: Strebre Delovski |
|                     |                                          |          |                              |                                                      |

| 23 marca 2013 07:00 | Tahiti · Bourebare 28' · Vallar 82' | 2:0(1:0) | Wyspy Salomona | Stade Pater Te Hono Nui, Pirae Sędzia: Andrew Achari |
|                     |                                     |          |                |                                                      |

| 26 marca 2013 08:00 | Nowa Kaledonia · Lolohea 86' | 1:0(0:0) | Tahiti | Stade Numa-Daly Magenta, Numea Sędzia: Rakesh Varman |
|                     |                              |          |        |                                                      |

| 26 marca 2013 05:00 | Wyspy Salomona | 0:2(0:1) | Nowa Zelandia · 3' 88' Payne | Lawson Tama Stadium, Honiara Sędzia: Averii Jacques |
|                     |                |          |                              |                                                     |